# Jim McFadden
James Alexander „Jim“ McFadden (* 15. April 1920 in Belfast, Nordirland; † 28. August 2002) war ein britischer Eishockeyspieler, der unter anderem von 1947 bis 1953 für die Detroit Red Wings und die Chicago Black Hawks in der National Hockey League spielte.

## Karriere
Jim McFadden wurde in Nordirland geboren, wanderte aber als Jugendlicher mit seiner Familie in die kanadische Provinz Manitoba aus und begann seine professionelle Eishockeylaufbahn bei den Portland Buckaroos in der Pacific Coast Hockey League, bis die Liga 1941 aufgrund des Zweiten Weltkriegs aufgelöst wurde und die Mannschaft den Spielbetrieb einstellte. Nach einigen Monaten in Montreal trat McFadden in die Canadian Army ein und wurde in Winnipeg stationiert, wo er während der Kriegsjahre auch Eishockey in der Armee spielte. Dabei gelang ihm einmal ein Hattrick innerhalb von 50 Sekunden. Nach dem Krieg spielte er für die Ottawa Senators, bevor er aufgrund seiner Leistungen in der Saison 1946/47 von den Buffalo Bisons aus der American Hockey League unter Vertrag genommen wurde. Er erzielte 34 Punkte in 31 Spielen und wurde noch während der Playoffs von den Detroit Red Wings aus der National Hockey League verpflichtet.
In seiner Rookiesaison 1947/48 stand McFadden bereits fest im Kader der Red Wings und konnte alle 60 Saisonspiele für die Mannschaft absolvieren. Dabei erzielte er 24 Tore und ebenso viele Assists, sodass er hinter Ted Lindsay mit 48 Punkten der zweitbeste Scorer der Red Wings war. Am Ende der Saison wurde ihm dafür die Calder Memorial Trophy verliehen, die jährlich an den besten Neuprofi der NHL vergeben wird. Nachdem er in dieser Saison im Finale um den Stanley Cup mit den Red Wings noch gegen die Toronto Maple Leafs gewonnen hatte, gelang ihm 1950 mit Detroit der erste Stanley-Cup-Gewinn. In der folgenden Saison wurde der Center für die Detroit Red Wings ins NHL All-Star Game berufen und verhalf der Mannschaft im heimischen Stadion zu einem 7:1-Sieg.
Nach der Saison 1950/51 wurde McFadden gemeinsam mit fünf weiteren Spielen für insgesamt 75.000 Dollar zu den Chicago Black Hawks transferiert. Nach zwei Jahren in Chicago, in denen er nur teilweise an seine vorherigen Leistungen anknüpfen konnte, verließ er während der Saison 1953/54 zu den Calgary Stampeders in die Western Hockey League und stellte dort in der Saison 1954/55 einen persönlichen Punkterekord auf, als ihm 65 Scorerpunkte in 56 Spielen gelangen.
Nach dem Ende seiner Profikarriere 1957 kehrte er in die kleine Stadt Carman in Manitoba zurück und arbeitete dort viele Jahre als Landwirt und Schulbusfahrer. Außerdem trainierte er ein lokales Eishockeyteam, die Miami Rockets aus der South Eastern Manitoba Hockey League. 1985 wurde McFadden in die Manitoba Hockey Hall of Fame aufgenommen, nach seinem Tod erfolgte 2004 auch die Aufnahme in die Manitoba Sports Hall of Fame. Er ist außerdem einer von wenigen auf Irland geborenen Eishockeyspieler, die den Sprung in die NHL schafften.

## Erfolge und Auszeichnungen
- 1948 Calder Memorial Trophy
- 1950 Stanley-Cup-Gewinn mit den Detroit Red Wings
- 1950 NHL All-Star Game
- 1985 Aufnahme in die Manitoba Hockey Hall of Fame
- 2004 Aufnahme in die Manitoba Sports Hall of Fame (posthum)